# Lepismium warmingianum
A Lepismium warmingianum faj egy epifita kaktusz, mely széles körben elterjedt Dél-Amerika trópusi száraz erdeiben.

## Elterjedése és élőhelye
Brazília: Minas Gerais, Espirito Santo, Rio de Janeiro, Sao Paulo, Mato Grosso do Sul, Parana, Santa Catarina, Rio Grande do Sul; Kelet-Paraguay; Argentína: Misiones; epifitikus a lombhullató erdőkben 1100 m tengerszint feletti magasságig.

## Jellemzői
A növény szára kezdetben felegyenesedő, később elfekvő vagy csüngő, ágai megnyúltak, 10 mm-nél keskenyebbek, lapítottak, 3-4 élűek, az élek bíborszínűek. Virágai magányosak, 20 mm hosszúak, fehérek, 25-30 porzószála fehér színű, a pericarpium erősen bordázott, termése gömbölyű, 5–6 mm átmérőjű, sötét bordó vagy feketés színű.

## Rokonsági viszonyai
A Houlletia subgenus tagja.